# Oxtjärnen (Heds socken, Västmanland)
Oxtjärnen är en sjö i Skinnskattebergs kommun i Västmanland och ingår i Norrströms huvudavrinningsområde.